# Turiferario

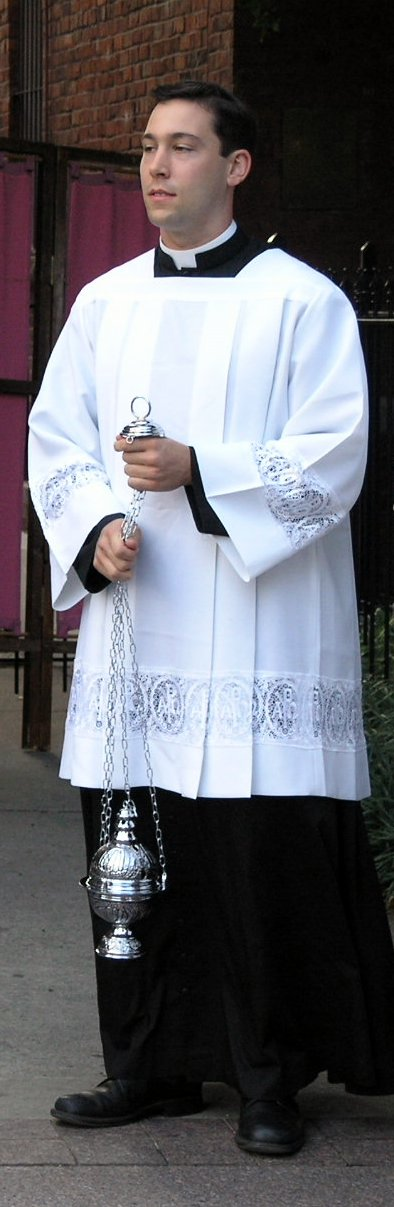
Turiferario con turibolo in mano

Nella liturgia della Chiesa cattolica e di altre confessioni cristiane, si dice turiferario il ministrante che ha l'incarico di portare il turibolo.
Il turiferario può essere accompagnato da un navicelliere, che tiene la navetta portaincenso o navicella con l'incenso da mettere nel turibolo.

## Compiti
Il turiferaio, nella messa di rito romano svolge i seguenti compiti:
- Ingresso: Porta il turibolo nella processione iniziale, arrivati all’altare porge il turibolo al celebrante con il quale quest’ultimo incensa l’altare.
- Vangelo: Porta il turibolo fino all’ambone, passa quest’ultimo al celebrante che incensa l’evangelario. Attende accanto al celebrante fino alla fine della proclamazione del Vangelo.
- Offertorio: Porge il turibolo al celebrante il quale incensa l’altare e le offerte. Successivamente incensa il celebrante e l'assemblea con tre tiri doppi .[2]
- Consacrazione: Con l’aiuto del navicelliere infonde un po’ di incenso nel turibolo. Si reca, insieme al navicelliere, davanti all’altare e qui attende in ginocchio il momento dell’elevazione. All’elevazione incensa le Sacre Specie fermandosi con le braccia al petto ogni tre colpi.